# Quel phénomène !
Pour plus de détails, voir Fiche technique et Distribution.
Quel phénomène ! (titre original : Welcome Danger), est une comédie burlesque américaine réalisée par Clyde Bruckman et Malcolm St. Clair (non crédité), sortie en 1929. Elle met en scène le comique Harold Lloyd dans son premier film parlant. Le long métrage a commencé en muet sous la direction de Ted Wilde, mais Clyde Bruckman a vite repris la main sur le film lorsque Harold Lloyd décida qu'il serait judicieux d'en faire un film parlant.

## Synopsis
Harold Bledsoe, étudiant en botanique, est appelé par la police de San Francisco, où son père a brillé en tant que chef de la police durant de nombreuses années, afin de résoudre une affaire dans le quartier de Chinatown…

## Fiche technique
- Titre : Quel phénomène !
- Titre original : Welcome Danger
- Réalisation : Clyde Bruckman et Malcolm St. Clair (Non crédité)
- Scénario : Felix Adler, Lex Neal, Clyde Bruckman, Harold Lloyd (Non crédité) et Paul Girard Smith (Dialogue)
- Photographie : Henry N. Kohler et Walter Lundin
- Montage : Carl Himm et Bernard W. Burton
- Directeur artistique : Liell K. Vedder
- Production : The Harold Lloyd Corporation
- Pays de production : États-Unis
- Genre : Comédie
- Durée :113 minutes
- Dates de sortie : 
  - États-Unis : 12 octobre 1929
  - France : 17 janvier 1930

## Distribution
- Harold Lloyd : Harold Bledsoe
- Barbara Kent : Billie Lee
- Charles Middleton : John Thorne
- Will Walling : Capitaine Walton
- Noah Young : Patrick Clancy
- Douglas Haig : Buddy Lee
- Jim Mason : Barry Steel/Dick the Dude
- James Wang : Dr Chang Gow
- Nelson McDowell : le premier passager dans le train
- Edgar Kennedy : un sergent de la police de San Francisco

## À noter
- Le film a été restauré par l'UCLA Film and Television Archive dans ses deux versions, muette et parlante.